# قنات باقربيك
قنات باقربيك (بالفارسية: قنات باقربیک) هي قرية تقع في قسم بسطام الريفي (مقاطعة تشايبارة) في إيران. يقدر عدد سكانها بـ 442 نسمة .